# Prince-of-Wales-Insel (Alaska)
Die Prince-of-Wales-Insel (engl. Prince of Wales Island, dt. auch Fürst-von-Wales-Insel) ist eine im Südosten von Alaska (Panhandle) gelegene Insel im Pazifischen Ozean. Mit einer Fläche von 6674 km² ist sie die größte Insel des Alexanderarchipels und gleichzeitig die drittgrößte Insel in den Vereinigten Staaten.
Die Insel ist gebirgig und dicht bewaldet. Sie ist Teil des Tongass National Forest. Die wichtigsten Orte sind Craig, Klawock und Hydaburg. Auf der Insel leben etwa 6300 Einwohner.
Die wichtigsten Wirtschaftszweige sind Forstwirtschaft (Produktion von Bauholz), Fischerei und die Herstellung von Fischkonserven.
Die Insel ist namensgebend für die Prince of Wales-Hyder Census Area.
Auf der Insel befindet sich die On Your Knees Cave, in der die ältesten menschlichen Überreste in Nordamerika gefunden wurden.